# 夢見ほのか
夢見 ほのか（ゆめみ ほのか、1986年11月13日 - ）は、日本のAV女優、ストリッパー。

## 略歴
2007年6月に『巨乳ちゃん生でイカセて！夢見ほのか』でAVデビュー。
2007年8月に『セル初×ギリギリモザイク ギリギリモザイク 夢見ほのか』でセルデビュー。

## 作品

### アダルトビデオ
2007年
- 巨乳ちゃん生でイカセて!夢見ほのか（6月21日、h.m.p）
- セル初×ギリギリモザイク ギリギリモザイク 夢見ほのか（8月7日、エスワン）
- ギリギリモザイク ごっくん特殊浴場 本指名 夢見ほのか（9月7日、エスワン）
- ギリギリモザイク ごっくん大乱交 夢見ほのか（10月7日、エスワン）
- 乳首残像Bomb 4時間（11月21日、h.m.p）※総集編
- S1 GIRLS COLLECTION S級女優23人!イキまくり絶頂4時間2（12月7日、エスワン）※総集編

2008年
- S1 GIRLS COLLECTION 美巨乳ボインボイン4時間!4（1月7日、エスワン）※総集編
- S1 GIRLS COLLECTION S級女優25人!イカセ潮吹き4時間（1月7日、エスワン）※総集編
- コンビニ凌辱 私は…いいなり女子高生です。（3月7日、アタッカーズ）
- 萌えあがる募集若妻 淫らに狂い出す身売り若妻 92 ほのかさん（4月22日、プレステージ）
- 貞操帯の女 5（5月7日、アタッカーズ）共演:三浦亜沙妃
- 団地妻レイプ生中出し 2 （7月4日、TMA）オムニバス作品 他出演:浅田ちち、ほしのまき、宮崎あい
- 黒ストッキング女子社員しか見たくない！4時間 （9月4日、TMA）オムニバス作品 他出演:花宮あみ、佐倉あやめ、生野明日美、鷹宮りょう、姫宮ルナ、楓真央、平山あすか
- 巨乳痴女団地妻 （9月19日、GLAY'z）オムニバス作品 他出演:ほしのまき、浅田ちち、宮崎あい
- OfficeLady REAL 新・オフィスレディ6人3時間撮り下し （9月25日、ビッグモーカル）オムニバス作品 他出演:芹沢優華、石黒沙良、鳴海せいら、梨々花、織田ゆめ
- カラダイイオンナ（10月10日、HRC）
- 綺麗なお姉様も淫れたい 2 （10月25日（レンタル）／11月21日（セル）、クリスタル映像）オムニバス作品 他出演:桃咲まなみ、叶夢、長谷川ミュウ、凛
- 家庭教師はガマンできない 32 （12月5日、クリスタル映像）オムニバス作品 他出演:小野瀬香恋、葉月里彩、平井柚葉、さくらみなみ

2009年
- SINGLE BEST 02（1月1日、NIRVANA）
- 新奴隷島外伝 (1月7日、アタッカーズ)共演:姫咲りりあ、神谷りの、相沢桃、上原美菜、工藤はな
- 噂の女子大生狩り 1 （1月30日、クリスタル映像）オムニバス作品 他出演:小野瀬香恋、桃咲たえ、平井柚葉、山咲リリィ、上原りおな
- アスリート競泳水着（2月27日、TMA）
- オフィスレディのエッチな（裏）のお仕事 AV面接編 （2月27日、ビッグモーカル）オムニバス作品 他出演:梨々花、鳴海せいら、芹沢優華、石黒沙良、織田ゆめ
- 現役水泳インストラクター 彩（4月17日、S級素人）
- 東京25時 VOL.38（7月10日、プレステージ）
- 「私、変態なんです。」 みなみ23歳（10月1日、EROS HEARTS）